# Градиште (Кутјево)
Градиште је насељено место у саставу града Кутјева, у западној Славонији, Република Хрватска.

## Историја
Градиште је било 1885. године место у Пакрачком изборном срезу за црквено-народни сабор у Карловцима. Тада је у њему пописано 1249 православаца.
Године 1941. усташе су српску православну цркву у месту, вршећи насилно католичење претвориле у католичку.
До нове територијалне организације налазило се у саставу бивше велике општине Славонска Пожега.

## Становништво
На попису становништва 2011. године, Градиште је имало 152 становника.

## Попис1991.
На попису становништва 1991. године, насељено место Градиште је имало 301 становника, следећег националног састава:
| Попис 1991.‍  | Попис 1991.‍  | Попис 1991.‍ | Попис 1991.‍ | Попис 1991.‍ |
| ------------ | ------------ | ----------- | ----------- | ----------- |
|              |              |             |             |             |
| Срби         | Срби         |             | 264         | 87,70%      |
| Хрвати       | Хрвати       |             | 29          | 9,63%       |
| Југословени  | Југословени  |             | 2           | 0,66%       |
| Словаци      | Словаци      |             | 1           | 0,33%       |
| Чеси         | Чеси         |             | 1           | 0,33%       |
| неопредељени | неопредељени |             | 1           | 0,33%       |
| непознато    | непознато    |             | 3           | 0,99%       |
| укупно: 301  |              |             |             |             |